# Halysidota
Halysidota é um gênero de traça pertencente à família Arctiidae.